# Trox unistriatus
Trox unistriatus är en skalbaggsart som beskrevs av Pallisot de Beauvois 1805. Trox unistriatus ingår i släktet Trox och familjen knotbaggar. Inga underarter finns listade i Catalogue of Life.

## Bildgalleri

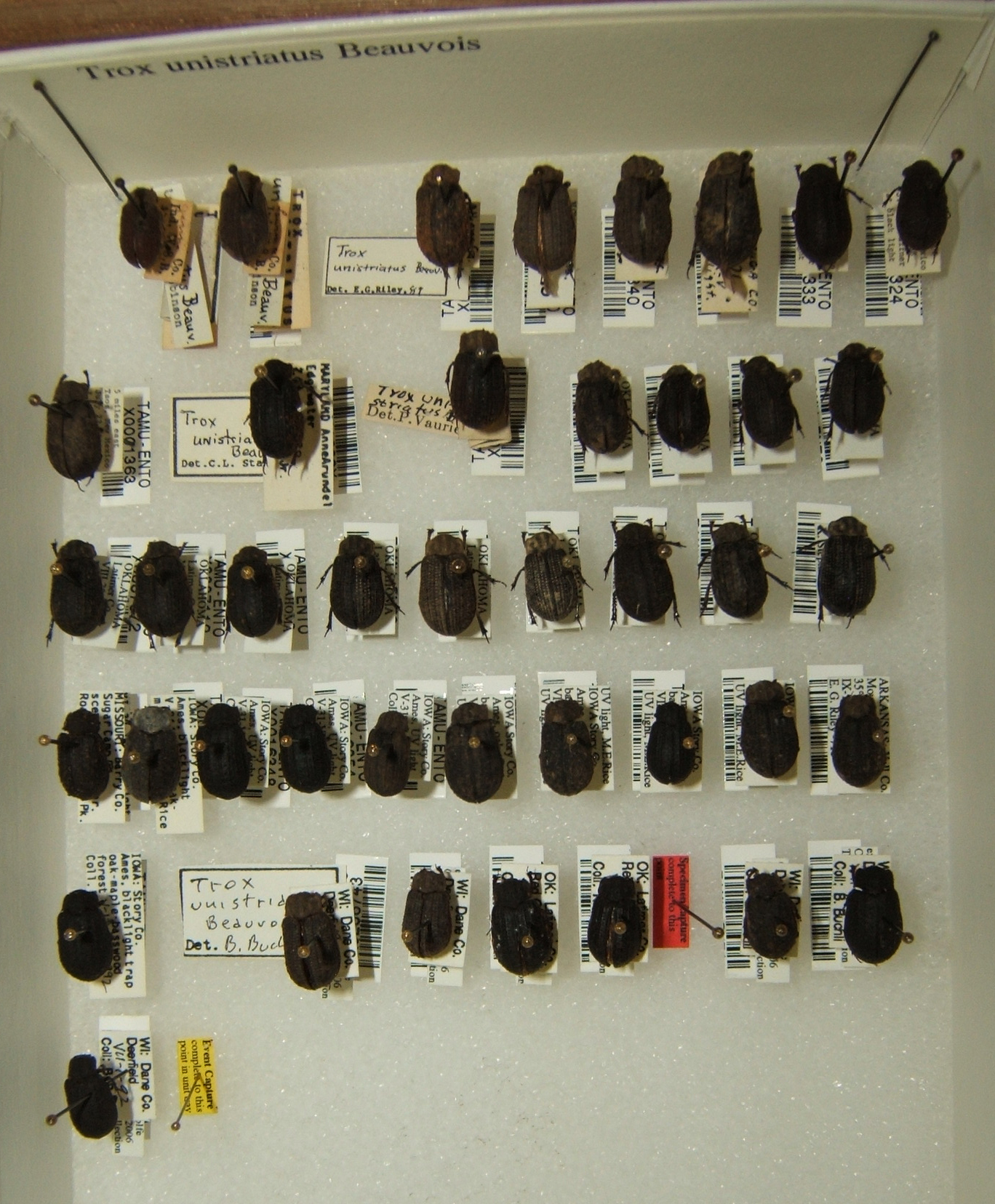